# Węgorzewo (gmina)
Węgorzewo – gmina miejsko-wiejska w województwie warmińsko-mazurskim, w powiecie węgorzewskim. W latach 1975–1998 gmina położona była w województwie suwalskim, a w latach 1999–2001 w powiecie giżyckim.
Siedziba gminy to Węgorzewo.
Według danych z 31 grudnia 2017 roku gminę zamieszkiwało 16 878 osób.

## Struktura powierzchni
Według danych z roku 2002 gmina Węgorzewo ma obszar 341,11 km², w tym:
- użytki rolne: 52%
- użytki leśne: 15%

Gmina stanowi 49,19% powierzchni powiatu.

## Demografia

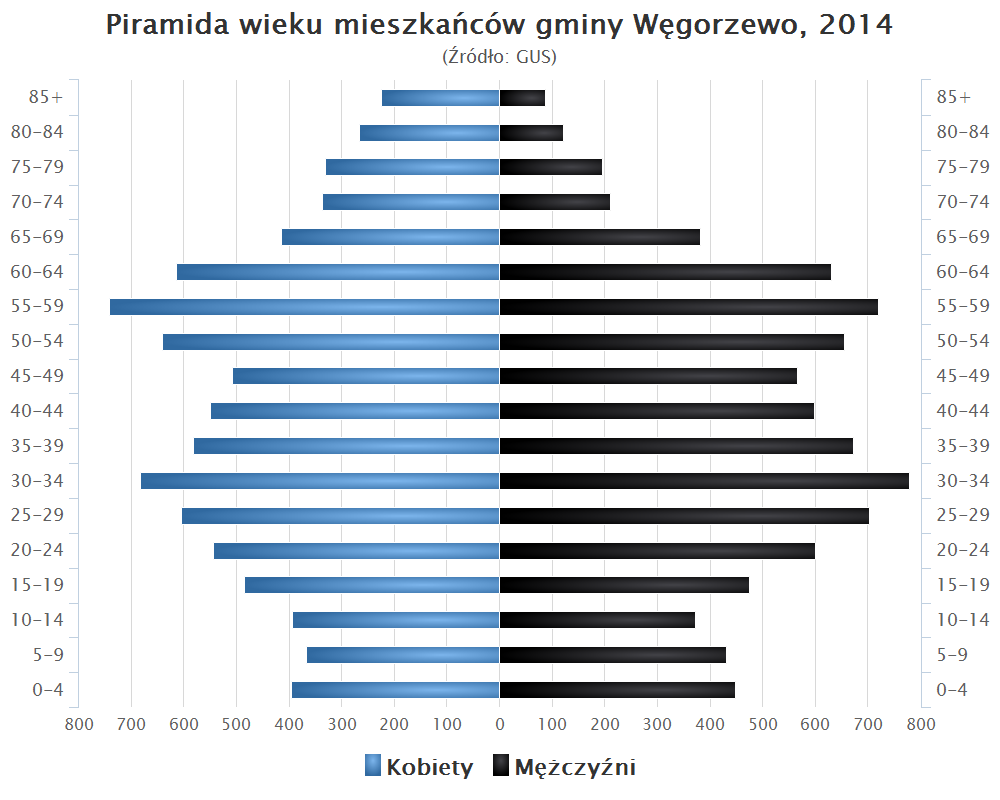
Piramida wieku mieszkańców gminy Węgorzewo w 2014 roku

Dane z 31 grudnia 2017:
| Opis                              | Ogółem | Ogółem | Kobiety | Kobiety | Mężczyźni | Mężczyźni |
| --------------------------------- | ------ | ------ | ------- | ------- | --------- | --------- |
| Jednostka                         | osób   | %      | osób    | %       | osób      | %         |
| Populacja                         | 16 878 | 100    | 8505    | 50,4    | 8373      | 49,6      |
| Gęstość zaludnienia [mieszk./km²] | 49,42  | 49,42  | 25,1    | 25,1    | 25        | 25        |

## Sołectwa
Brzozowo, Czerwony Dwór, Dąbrówka Mała, Dłużec, Guja, Jakunowo, Janówko, Kal, Kalskie Nowiny, Karłowo, Klimki, Maćki, Ogonki, Parowa, Perły, Pilwa, Prynowo, Radzieje, Róże, Rudziszki, Ruska Wieś, Stawki, Stręgiel, Stulichy, Sztynort, Trygort, Węgielsztyn, Wilkowo, Wysiecza.

## Pozostałe miejscowości
Biedaszki, Dowiackie Nowiny, Jerzykowo, Kamień, Kamionek Wielki, Kietlice, Kolonia Rybacka, Łabapa, Łęgwarowo, Mamerki, Matyski, Nowa Guja, Pasternak, Pniewo, Przystań, Różewiec, Rydzówka, Skrzypy, Sobin, Stawiska, Suczki, Surwile, Sztynort Mały, Tarławecki Róg, Tarławki, Wesołowo, Węgorzewko, Zacisz, Zielony Ostrów.

## Sąsiednie gminy
Budry, Giżycko, Kętrzyn, Pozezdrze, gmina Srokowo. Gmina sąsiaduje z Rosją.